# Мадерат (Арад)
Мадерат (рум. Măderat) насеље је у Румунији у жупанији Арад у граду Панкота. Место се налази на надморској висини од 140 m.

## Становништво
Према подацима из 2002. године у насељу је живело 1382 становника.

### Попис2002.
| Расподела становништва по националности 2002.‍ | Расподела становништва по националности 2002.‍ | Расподела становништва по националности 2002.‍ | Расподела становништва по националности 2002.‍ | Расподела становништва по националности 2002.‍ |
| --------------------------------------------- | --------------------------------------------- | --------------------------------------------- | --------------------------------------------- | --------------------------------------------- |
|                                               |                                               |                                               |                                               |                                               |
| Румуни                                        | Румуни                                        |                                               | 1.292                                         | 93,8%                                         |
| Мађари                                        | Мађари                                        |                                               | 6                                             | 0,4%                                          |
| Роми                                          | Роми                                          |                                               | 47                                            | 3,4%                                          |
| Украјинци                                     | Украјинци                                     |                                               | 33                                            | 2,4%                                          |